# Halterner Mühlenbach
Der Heubach, dessen Unterlauf als Halterner Mühlenbach bezeichnet wird, ist ein 30,7 km langer, orographisch rechter Nebenfluss der Stever in Nordrhein-Westfalen, Deutschland. Der Bach mündet seit 1930 nicht mehr direkt in die Stever, sondern speist zusammen mit ihr den Halterner Stausee.
Das Einzugsgebiet des Heubachs hat eine Größe von circa 296 km², es besteht weitgehend aus sandigen Böden, die vorherrschende Landnutzung sind Ackerbau und Grünland, auf den letzten Kilometern auch Waldgebiete der Hohen Mark.

## Verlauf
Der Heubach entspringt zwischen Coesfeld und Hochmoor am Rande des Kuhlenvenns unweit des 106 Meter hohen Hünsbergs auf der Kreisgrenze zwischen den Kreisen Borken und Coesfeld. Ursprünglich befand sich seine natürliche Quelle weiter südlich in der Nähe des heutigen Steveder Campingplatzes. Im Zuge der Trockenlegung des Weißen Venns, des ehemals größten münsterländischen Hochmoores, wurde er jedoch weitgehend geradlinig nach Norden verlängert und kanalförmig ausgebaut.
Bereits in Stevede nimmt der Heubach zahlreiche kleinere Zuflüsse aus unbenannten Kanälen auf, die ursprünglich der Moorkultivierung dienten. Nach Einmündung des Tackekanals und des Homannsgrabens nördlich von Maria Veen verläuft der Bach im natürlich geschwungenen Bett nun in südöstliche Richtung. Er durchstreift die Ortsrandlage von Dülmen-Hausdülmen, wo Kett- und Tiberbach einmünden, um dann in südwestliche Richtung abzubiegen. Ab Mühlenbrok wird der Heubach als Mühlenbach bezeichnet. Beim Schloss Sythen teilt er sich in zwei Umfließgewässer, in eines davon mündet der von Osten zufließende Sandbach, das andere fließt an der Wassermühle Sythen vorbei. Im Ortsteil Stockwiese im Mühlbachtal treffen sich die Gewässerarme wieder und fließen stark mäandrierend und mit Altarmen versehen bis zur Mündung bei der Stadtmühle in den Halterner Stausee.

## Naturschutzgebiete am Heubach
In der Heubachniederung befinden sich etliche Naturschutzgebiete:
- Das Kuhlenvenn an der Quelle des Heubachs ist als Feuchtwiesenareal mit einem zentralen Abgrabungssee ein überregional bedeutsames Rückzugsgebiet für Wat- und Wiesenvögel.
- In der Fürstenkuhle haben sich Reste des ehemaligen Hochmoores und ein zentraler Heideweiher erhalten.
- Die Heubachwiesen bei Maria-Veen unterliegen dem münsterländischen Feuchtwiesenschutzprogramm. Hier brüten seltene Arten wie Schwarzkehlchen, Kiebitz und Großer Brachvogel. Im Heubach selbst kommt seit einigen Jahren wieder der seltene Fischotter vor. Tausende arktischer Gänse finden sich regelmäßig ein. In den Heubachwiesen und der bachabwärts gelegenen Feldflur rasten zahlreiche Zugvögel und Wintergäste. Dazu gehören Arten wie die Blässgans, die Waldsaatgans oder der Kranich. Seit wenigen Jahren brütet der Kranich auch auf dem benachbarten Truppenübungsplatz Lavesum. Westlich schließt sich die ebenfalls als Naturschutzgebiet ausgewiesene Wildpferdebahn im Merfelder Bruch an.
- Bei Hausdülmen befinden sich die Teiche in der Heubachniederung des Herzogs von Croÿ, wo sich verschiedenste Biotope kleinräumig ausgebildet haben. Auch hier leben Fischotter und andere seltene Arten wie die Sumpf-Heidelibelle, die hier ihr einziges westfälisches Vorkommen hat. Im Herbst und Winter sammeln sich hier hunderte Silberreiher.